# موراي كوستيلو
موراي كوستيلو (بالإنجليزية: Murray Costello)‏ (24 فبراير 1934 – 27 يوليو 2024) هو لاعب هوكي الجليد أمريكي، ولد في 24 فبراير 1934.

## وصلات خارجية
- موراي كوستيلو على موقع دوري الهوكي الوطني (الإنجليزية)
- موراي كوستيلو على موقع EliteProspects.com (الإنجليزية)
- موراي كوستيلو على موقع HockeyDB.com (الإنجليزية)
- موراي كوستيلو على موقع Hockey-Reference.com (الإنجليزية)
- موراي كوستيلو على موقع قاعة كندا للمشاهير الرياضية (الإنجليزية)